# 1223
1223 (MCCXXIII) a fost un an obișnuit al calendarului iulian.

## Evenimente
- 6 mai: Victorie a germanilor asupra danezilor; regele Valdemar al II-lea al Danemarcei este luat prizonier.
- 31 mai: Bătălia de pe râul Kalka (la nord de Marea Azov): mongolii lui Genghis Han zdrobesc forțele coalizate rusești compuse din cnejii de Halici, Kiev, Cernigov și Smolensk, aliate cu cumanii.
- 29 noiembrie: Regula franciscană este aprobată de papa Honoriu al III-lea, prin bula Solet Annuere.

### Nedatate
- Dominicanii sosiți în Rusia sunt alungați de Vladimir, cneazul Kievului.
- Împăratul Frederic al II-lea de Hohenstaufen ia Crucea; începe oficial Cruciada a șasea, care practic va fi amânată în mai multe rânduri.
- Mongolii jefuiesc comptuarul genovez de la Soldaia, în Crimeea.
- Pentru scurtă vreme, germanii sunt alungați de pe teritoriul Estoniei.
- Prima mențiune a bisericii Sf. Mihail din Cisnădioara (jud.Sibiu), monument în stil romanic cu plan basilical, cu trei nave.
- Sosirea dominicanilor în Grecia.
- Victorii ale mongolilor, conduși de generalul Moukhali, în China de nord.

## Arte, Știință, Literatură și Filosofie
- Petru I de Bretania construiește castelele Saint-Aubin-du-Cormier și Gâvre.

## Nașteri
- Baibars, viitor sultan al mamelucilor din Egipt și Siria (d. 1277)

## Decese
- 25 martie: Alfonso al II-lea, rege al Portugaliei (n. 1185)
- 14 iulie: Filip al II-lea August, rege al Franței (n. 1165)

- Gheorghe al IV-lea „Lasha”, rege al Georgiei (n. 1192)
- Mstislav al III-lea, cneaz de Kiev (n. ?)
- Mukhali, general mongol (n. ?)
- Unkei, sculptor japonez (n. 1151)

## Înscăunări
- 25 martie: Sancho al II-lea (Călugărul), rege al Portugaliei (1223-1247).
- 29 iulie: Haakon al IV-lea, rege al Norvegiei (1223-1263).
- 6 august: Ludovic al VIII-lea, rege al Franței, consacrat la Reims (1223-1226).